# Open d'Orléans 2011
L'Open d'Orléans 2011 è stato un torneo professionistico di tennis maschile giocato sul cemento indoor. È stata la 7ª edizione del torneo, facente parte dell'ATP Challenger Tour nell'ambito dell'ATP Challenger Tour 2011. Si è giocato a Orléans in Francia dal 17 al 23 ottobre 2011.

## Partecipanti

### Teste di serie
| Nazionalità | Giocatore              | Ranking* | Testa di serie |
| ----------- | ---------------------- | -------- | -------------- |
| Spagna      | Feliciano López        | 28       | 1              |
| Francia     | Michaël Llodra         | 33       | 2              |
| Francia     | Nicolas Mahut          | 82       | 3              |
| Slovacchia  | Martin Kližan          | 91       | 4              |
| Belgio      | Steve Darcis           | 99       | 5              |
| Francia     | Stéphane Robert        | 105      | 6              |
| Francia     | Édouard Roger-Vasselin | 107      | 7              |
| Francia     | Benoît Paire           | 111      | 8              |

- 1 Ranking al 10 ottobre 2011.

### Altri partecipanti
Giocatori che hanno ricevuto una wild card:
- Michaël Llodra
- Feliciano López
- Benoît Paire
- Vincent Millot

Giocatori che sono passati dalle qualificazioni:
- Pierre-Hugues Herbert
- Andis Juška
- Mathieu Rodrigues
- Laurent Rochette
- Simon Cauvard (lucky loser)
- Yann Marti (lucky loser)

## Campioni

### Singolare
Michaël Llodra ha battuto in finale  Arnaud Clément con il punteggio di 7–5, 6–1.

### Doppio
Pierre-Hugues Herbert /  Nicolas Renavand hanno battuto in finale  David Škoch /  Simone Vagnozzi con il punteggio di 7–5, 6–3.